# Понартская кирха
Храм Рождества Пресвятой Богородицы (ранее — Понартская кирха, нем. Ponarther Kirche) — церковь в Калининграде, построенная в 1897 году. Немецкое название было дано из-за расположения кирхи в одном из старейших пригородов Кёнигсберга — Понарте. Ныне — церковь Калининградской епархии Русской православной церкви

## История

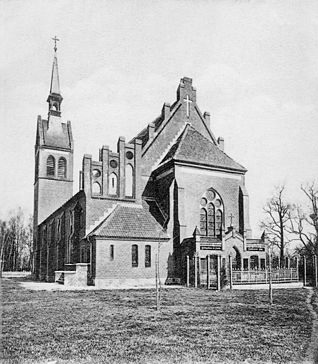

Кирха была построена и освящена 23 июля 1897 года благодаря усилиям старосты евангелической общины района Понарт Роберта Хофмана, директора пивзавода «Понарт» Шиффердекера и семьи Груббер, а также жителей Понарта и государственной субсидии. 
Кирпичная постройка в неоготическом стиле включает четырёхэтажную башню на северо-западе и фронтоны на востоке и западе. С двух сторон постройки расположены узкие контрфорсы. С юга находилась алтарная часть с ризницей, к алтарной постройке примыкал фамильный склеп Шиффердекеров. На северной стороне кирхи размещался фронтон с пятью слепыми окнами, там же был расположен притвор, объединённый пристройкой с башней. С восточной стороны здания окна высокие, стрельчатые, с запада в стрельчатых нишах устроены двойные окна с эмпорами. На двускатной крыше был установлен фонарь с высоким острым шпилем (до наших дней не сохранился).
Первый церковный орган в христианский храм перевезли из городской синагоги. Инструмент простоял до 1929 года, а затем был заменён новым, имеющим 278 регистров, работы известной ганноверской фирмы «Фуртвенглер и Хаммер» (предприятие успешно работает и сейчас). Сводов, ровно как и плоского потолка, в церкви не было, и находясь в нефе, можно было видеть деревянные конструкции крыши.
Незначительные повреждения кирхи во время апрельского штурма в 1945 году не помешали продолжить вести в ней церковные службы остававшихся немецких жителей. После их выселения кирха использовалась сначала под склад, а затем в ней действовал спортивный зал «Шторм».
Передача кирхи Русской Православной Церкви состоялась в 1991 году. Здание было отреставрировано и 21 сентября 1992 года освящено как Церковь Рождества Пресвятой Богородицы.
8 июля 2024 года храм посетил Патриарх Московский и всея Руси Кирилл, передав в память о посещении прихода икону благоверного князя Александра Невского.
Храм Рождества Пресвятой Богородицы в Калининграде оснащён новой архитектурной подсветкой, которая была реализована за 47 дней. Главная цель этой подсветки — подчеркнуть эстетические и архитектурные достоинства храма, выделить уникальные архитектурные детали и росписи на его стенах в темное время суток. Благодаря этому освещению становится видна не только сам храм, но и прилегающая территория, что привлекает больше посетителей.
Храм был возведён во второй половине XIX века и представляет собой кирпичное готическое здание с четырёхэтажной башней. Подсветка помогает подчеркнуть архитектурные особенности готического стиля, башню и другие детали фасада, делая ансамбль более выразительным и заметным в ночное время.